# Ivan Tsikhan
Ivan Tsikhan (em bielorrusso:  Іван Ціхан, em russo:  Иван Тихон; Slonim, 24 de julho de 1976) é um ex-lançador de martelo bielorrusso.
Tsikhan conquistou a medalha de ouro na prova do lançamento de martelo nos Mundiais de Atletismo de Paris 2003, Helsinque 2005 e Osaka 2007. Possui também uma medalha na Universíada de Verão de 2005.
Em 2008, ele e seu compatriota Vadim Devyatovskiy foram desclassificados por uso de doping nos Jogos Olímpicos de Verão de 2008 e tiveram suas medalhas cassadas. Posteriormente a decisão do COI foi anulada no Tribunal Arbitral do Esporte e as medalhas dos atletas foram restauradas.
Em dezembro de 2012 o Comitê Olímpico Internacional desclassificou Tsikhan da prova do arremesso de peso nos Jogos Olímpicos de 2004, cassando sua medalha de prata e o diploma olímpico. Ele foi pego por uso de substâncias ilegais conforme atestou o novo teste realizado com a amostra de oito anos antes, por métodos de detecção mais precisos.